# Gryphon (album)
| Recensione   | Giudizio    |
| ------------ | ----------- |
| AllMusic     | [ 1 ]       |
| Sputnikmusic | 3.4 (Great) |

Gryphon è il primo album discografico dell'omonimo gruppo musicale inglese dei Gryphon, pubblicato dalla casa discografica Transatlantic Records nel giugno del 1973.

## Tracce
Lato A
1. Kemp's Jig – 3:07 (Autore anonimo; arrangiamento: Gryphon)
2. Sir Gavin Grimbold – 2:45 (Tradizionale; arrangiamento di Brian Gulland)
3. Touch and Go – 1:29 (Richard Harvey, Graeme Taylor)
4. Three Jolly Butchers – 3:54 (Tradizionale; arrangiamento di Greame Taylor)
5. Pastime with Good Company – 1:31 (Henry VIII; arrangiamento: Gryphon)
6. The Unquiet Grave – 5:40 (Tradizionale; arrangiamento: Gryphon)

Lato B
1. Estampie – 4:53 (Autore anonimo; arrangiamento: Gryphon)
2. Crossing the Stiles – 2:25 (Graeme Taylor)
3. The Astrologer – 3:12 (Tradizional; arrangiamento: Gryphon)
4. Tea Wrecks – 1:06 (Autore anonimo; arrangiamento: Gryphon)
5. Juniper Suite – 4:43 (Gryphon)
6. The Devil and the Farmer's Wife – 1:44 (Tradizionale; arrangiamento: Brian Gulland)

## Musicisti
Kemp's Jig
- Brian Gulland - cromorno basso
- Richard Harvey - recorder sopranino, organo, clavicembalo
- Dave Oberlé - percussioni, batteria
- Graeme Taylor - chitarra

Sir Gavin Grimbold
- Brian Gulland - voce, fagotto
- Richard Harvey - organo, cromorno soprano
- Dave Oberlé - batteria
- Graeme Taylor - chitarra

Touch and Go
- Brian Gulland - flauto dolce tenore
- Graeme Taylor - chitarra

Three Jolly Butchers
- Brian Gulland - voce, fagotto
- Richard Harvey - clavicembalo, harmonium, glockenspiel
- Dave Oberlé - voce, batteria
- Graeme Taylor - voce, chitarra

Pastime with Good Company
- Brian Gulland - cromorno basso
- Richard Harvey - flauto dolce sopranino, cromorno tenore, cromorno soprano
- Dave Oberlé - batteria
- Graeme Taylor - clavicembalo

The Unquiet Grave
- Brian Gulland - fagotto
- Richard Harvey - cromorno soprano, cromorno tenore, harmonium, clavicembalo
- Dave Oberlé - voce, percussioni, batteria
- Graeme Taylor - chitarra

Estampie
- Brian Gulland - cromorno basso, fagotto
- Richard Harvey - flauto dolce sopranino, harmonium, glockenspiel
- Dave Oberlé - batteria, percussioni
- Graeme Taylor - chitarra drone

Crossing the Stiles
- Graeme Taylor - chitarra

The Astrologer
- Brian Gulland - clavicembalo
- Richard Harvey - discanto, flauto dolce alto (treble), flauto dolce tenore
- Dave Oberlé - voce, cymbals, gong
- Graeme Taylor - chitarra

Tea Wrecks
- Richard Harvey - flauto dolce sopranino
- Graeme Taylor - discanto
- Brian Gulland - tenor rockola
- Dave Oberlé - glockenspiel

Juniper Suite
- Brian Gulland - cromorno basso, cromorno tenore, fagotto
- Richard Harvey - discanto, flauto dolce, cromorno alto, chitarra classica, mandolino, organo
- Dave Oberlé - batteria, percussioni
- Moglie di Dave Oberlé - triangolo
- Graeme Taylor - clavicembalo, organo, chitarra steel

The Devil and the Farmer's Wife
- Brian Gulland - fagotto, percussioni, clavicembalo, guitar, organo, teapot
- Brian Gulland - voce (mezzo-soprano, tenore, baritono e basso)
- Graeme Taylor - chitarra
- David (Dave) Oberlé - percussioni, teapot

Note aggiuntive
- Lawrence Aston e Adam Skeaping - produttori
- Registrazioni effettuate al Riverside Recordings ed al Livingston Studios di Londra (Inghilterra)
- Adam Skeaping e Nick Glennie-Smith - ingegneri delle registrazioni
- Ann Sullivan - art direction
- Dan Pearce - illustrazioni
- Roger Perry - fotografie
- Lawrence Marks - quill pen (tipografia)[4]